# 小頦潛鮃
小頦潛鮃為輻鰭魚綱鰈形目鰈亞目牙鮃科的其中一種，為熱帶海水魚，分布於西大西洋區，從加拿大至巴西聖保羅海域，棲息深度25-412公尺，體長可達40公分，棲息在軟底質大陸坡，以蠕蟲及甲殼類為食，生活習性不明，可作為食用魚及觀賞魚。